# Европейские религиозные войны
Европейские религиозные войны — ряд вооружённых столкновений в Европе XVI и XVII веков

## Причины
Религиозная реформация XVI века вызвала целый ряд войн в Европе, — как междоусобных, так и международных.

## История

### XVI век
За непродолжительными и имевшими местный характер религиозными войнами в Швейцарии и Германии в конце первой половины XVI века наступила эпоха религиозных войн, получивших международный характер — эпоха, охватывающая собой целое столетие (считая от начала шмалькальденской войны в 1546 году до вестфальского мира в 1648 году) и распадающаяся на «век» Филиппа II Испанского, главного деятеля международной реакции во второй половине XVI столетия, и времена тридцатилетней войны в первой половине XVII века.
В это время католики отдельных стран протягивали друг другу руки, возлагая свои надежды на могущественную Испанию; испанский король стал во главе международной коалиции, пользуясь не только средствами, какие доставляла ему его громадная монархия, но и поддержкой католических партий в отдельных странах, а также нравственной и денежной помощью папского престола. Это заставляло и протестантов разных государств сближаться между собой. Кальвинисты в Шотландии, во Франции, в Нидерландах и английские пуритане считали своё дело общим; королева Елизавета много раз оказывала содействие протестантам.
Реакционным попыткам Филиппа II был дан отпор. В 1588 году потерпела крушение его «непобедимая армада», посланная для завоевания Англии; в 1589 году во Франции вступил на престол Генрих IV, умиротворивший страну и в одно и то же время (1598) давший свободу вероисповедания протестантам и заключивший мир с Испанией; наконец, Нидерланды успешно вели борьбу с Филиппом II и принудили его преемника заключить перемирие. Едва окончились эти войны, раздиравшие крайний запад Европы, как в другой её части начала готовиться новая религиозная борьба.
Генрих IV, ещё в восьмидесятых годах XVI века, предлагавший Елизавете Английской устройство общего протестантского союза, мечтал о нём и в конце своей жизни, обратив свои взоры на Германию, где раздоры между католиками и протестантами грозили междоусобием, но смерть его от руки католического фанатика (1610) положила конец его планам.

### XVII век
В силу перемирия, заключённого на двенадцать лет (1609), прекратилась война между католической Испанией и протестантской Голландией; в Германии были уже заключены протестантская уния (1608) и католическая лига (1609), которым вскоре после того пришлось вступить между собой в вооружённую борьбу. Тогда же снова началась война между Испанией и Голландией; во Франции гугеноты произвели новое восстание; на северо-востоке шла борьба между протестантской Швецией и католической Польшей, король которой, католик Сигизмунд III (из шведской династии Васа), лишившись шведской короны, оспаривал права на неё у своего дяди Карла IX и его сына Густава-Адольфа, будущего героя тридцатилетней войны. Мечтая о католической реакции в Швеции, Сигизмунд действовал заодно с Австрией.

## Оценка
Таким образом, в международной политике второй половины XVI и в первой половине XVII вв. видно разделение европейских государств на два вероисповедных лагеря.
Из них большей сплочённостью и более агрессивным характером отличался католический лагерь, во главе которого стояли Габсбурги, сначала испанские (во времена Филиппа II), потом австрийские (во время тридцатилетней войны). Если бы Филиппу II удалось сломить сопротивление Нидерландов, приобрести Францию для своего дома, а Англию с Шотландией превратить в одну католическую Британию, — а таковы были его планы, — если бы, несколько позже, осуществились стремления императоров Фердинандов II и III, если бы, наконец, Сигизмунд III справился со Швецией и с Москвой и употребил часть польских сил, какие действовали в России в смутное время, для борьбы на западе Европы в интересах католицизма, — победа реакции была бы полной; но у протестантизма появились защитники в лице таких государей и политических деятелей, каковы Елизавета Английская, Вильгельм Оранский, Генрих IV французский, Густав-Адольф шведский, и в лице целых народов, национальной независимости которых грозила католическая реакция.
Борьба принимала такой характер, что и Шотландии, в царствование Марии Стюарт, и Англии, при Елизавете, и Нидерландам и Швеции, при Карле IX и Густаве-Адольфе, приходилось отстаивать свою независимость вместе со своей религией, так как в католическом лагере господствовали стремления к политической гегемонии над Европой.
Католицизм стремился в международной политике к подавлению национальной независимости; протестантизм наоборот связывал своё дело с делом национальной независимости. Поэтому, в общем, международная борьба между католицизмом и протестантизмом была борьбой между культурной реакцией, абсолютизмом и порабощением национальностей, с одной стороны, и культурным развитием, политической свободой и национальной независимостью — с другой.